# Eemil Luukka

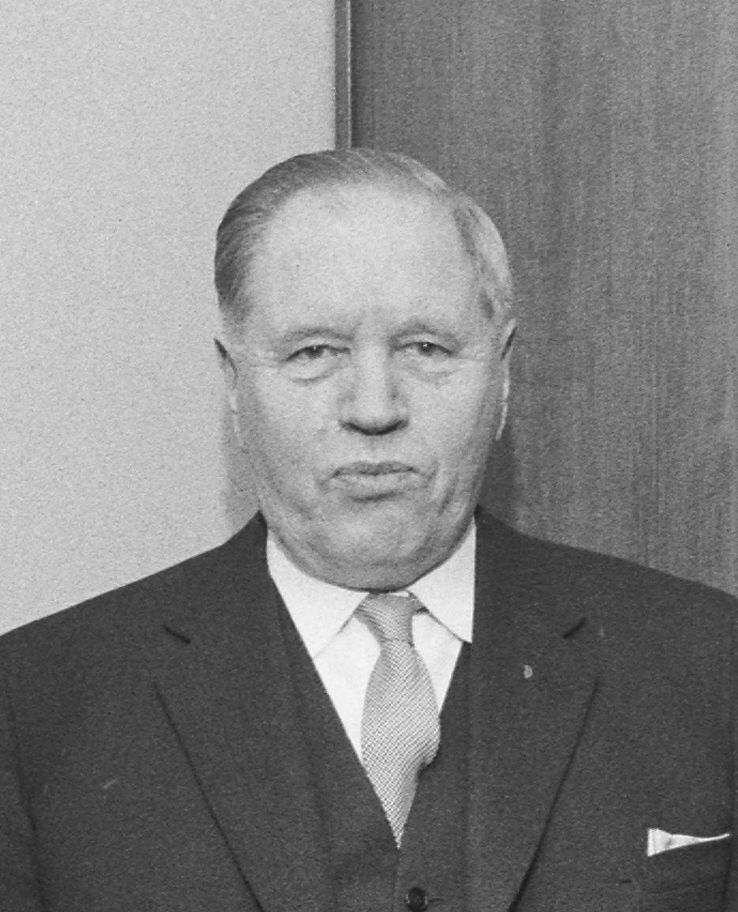
Eemil Luukka

Eemil Vihtori Luukka (Muolaa, 1 december 1892 - Valkeakoski, 1 juni 1970) was een Fins politicus.

## Levensloop
Luukka werd in 1936 in het Finse parlement (Eduskunta) gekozen. Hij bleef in het parlement tot 1967.
Eemil Luukka was lid van de Finse Agrarische Partij Maalaisliitto. Van 17 maart 1950 tot 17 januari 1951 was hij minister van Landbouw. Van 20 september 1951 tot 9 september 1953 was hij onderminister van Landbouw. 
Eemil Luukka was van 19 mei tot 14 juli 1961 waarnemend minister-president.